# Нейтронная звезда

Строение нейтронной звезды

Нейтро́нная звезда́ — космическое тело, являющееся одним из возможных результатов эволюции звёзд, состоящее в основном из нейтронной сердцевины, покрытой сравнительно тонкой (около 1 км) корой вещества в виде тяжёлых атомных ядер и электронов.
Массы нейтронных звёзд сравнимы с массой Солнца, но типичный радиус нейтронной звезды составляет лишь 10—20 километров. Поэтому средняя плотность вещества такого объекта в несколько раз превышает плотность атомного ядра (которая для тяжёлых ядер составляет в среднем 2,8⋅1017 кг/м3). Дальнейшему гравитационному сжатию нейтронной звезды препятствует давление ядерного вещества, возникающее за счёт взаимодействия нейтронов.
Многие нейтронные звёзды обладают чрезвычайно высокой скоростью осевого вращения, — до нескольких сотен оборотов в секунду, и чрезвычайно сильным магнитным полем — до 1011 Тл. По современным представлениям, нейтронные звёзды возникают в результате вспышек сверхновых звёзд.

## Формирование

Упрощённая схема образования нейтронных звёзд

Любая звезда главной последовательности с начальной массой, более чем в 8 раз превышающей массу Солнца (M⊙), может в процессе эволюции превратиться в нейтронную звезду. По мере эволюции звезды в её недрах выгорает весь водород, и звезда сходит с главной последовательности. Некоторое время энерговыделение в звезде обеспечивается синтезом более тяжёлых ядер из ядер гелия, но этот синтез заканчивается после того, как все более лёгкие ядра превратятся в ядра с атомным номером, близким к атомному номеру железа — элементам с наибольшей энергией связи ядер.
Когда все ядерное топливо в активной зоне израсходовано, активная зона поддерживается от гравитационного сжатия только давлением вырожденного электронного газа.
При дальнейшем сжатии внешних слоёв звезды, где ещё продолжаются термоядерные реакции синтеза, по мере выгорания лёгких ядер сжатие ядра звезды увеличивается, и масса ядра звезды начинает превышать предел Чандрасекара. Давление вырожденного электронного газа становится недостаточным для поддержания гидростатического равновесия, и ядро начинает быстро уплотняться, в результате чего его температура поднимается выше 5⋅109 K. При таких температурах происходит фотодиссоциация ядер железа на альфа-частицы под действием жёсткого гамма-излучения. При последующем увеличении температуры происходит слияние электронов и протонов в нейтроны в процессе электронного захвата. В соответствии с законом сохранения лептонного заряда при этом образуется мощный поток электронных нейтрино.
Когда плотность звезды достигает ядерной плотности 4⋅1017 кг/м3, давление вырожденного нейтронного идеального газа Ферми — Дирака останавливает сжатие. Падение внешней оболочки звезды на нейтронное ядро останавливается, и она отбрасывается от ядра звезды потоком нейтрино, так как при очень высоких температурах в схлопывающейся оболочке вещество оболочки становится непрозрачным для нейтрино, при этом звезда превращается в сверхновую. После рассеивания внешней оболочки от звезды остаётся звёздный остаток — нейтронная звезда.
Если масса этого остатка превышает 3 M⊙, то коллапс звезды продолжается, и возникает чёрная дыра.
По мере того, как ядро массивной звезды сжимается во время взрыва сверхновой II типа, сверхновой Ib типа или Ic типа и коллапсирует в нейтронную звезду, она сохраняет бо́льшую часть своего исходного углового момента. Но поскольку радиус остатка звезды во много раз меньше радиуса родительской звезды, момент инерции остатка резко уменьшается, и в соответствии с законом сохранения момента импульса нейтронная звезда приобретает очень высокую угловую скорость вращения, которая постепенно уменьшается в течение очень длительного времени. Известны нейтронные звезды с периодами вращения от 1,4 мс до 30 мс.
Большой плотностью нейтронной звезды при малых размерах обусловлено её очень высокое ускорение свободного падения на поверхности с типичными значениями, лежащими в диапазоне от 1012 до 1013 м/с2, что более чем в 1011 раз больше, чем на поверхности Земли. При таком высоком тяготении нейтронные звезды имеют скорость убегания в диапазоне от 100 000 км/с до 150 000 км/с, то есть от трети до половины скорости света. Гравитация нейтронной звезды ускоряет падающее на неё вещество до огромных скоростей. Сила его удара, вероятно, достаточна для разрушения атомов падающего вещества и может превратить это вещество в нейтроны.

## Общие сведения

Сравнение размеров нейтронной звезды (в верхнем левом углу) радиусом 10 км с белым карликом радиусом 6000 км, близким к земному

Среди нейтронных звёзд с надёжно измеренными массами большинство имеют массу в интервале от 1,3 до 1,5 масс Солнца, что близко к значению предела Чандрасекара. Теоретически же допустимы нейтронные звёзды с массами от 0,1 до примерно 2,16 солнечных масс. Самые массивные нейтронные звёзды из известных — Vela X-1 (имеет массу не менее 1,88 ± 0,13 солнечных масс на уровне 1σ, что соответствует уровню значимости α ≈ 34 %), PSR J1614–2230 (с оценкой массы 1,97 ± 0,04 солнечных), PSR J0348+0432 (с оценкой массы 2,01 ± 0,04 солнечных) и, наконец, PSR J0740+6620 (с оценкой массы по разным данным 2,14 или 2,17 солнечных). Гравитационному сжатию нейтронных звёзд препятствует давление вырожденного нейтронного газа. Максимальное значение массы нейтронной звезды задаётся пределом Оппенгеймера — Волкова, которое сейчас неизвестно, так как уравнение состояния вещества при ядерных плотностях остаётся малоизученным. Существуют теоретические предположения, что при ещё большем увеличении плотности сверх ядерной плотности возможен переход вещества нейтронных звёзд в кварковые звёзды.
Магнитное поле на поверхности нейтронных звёзд достигает значения 1012—1013 Гс (для сравнения — у Земли около 1 Гс). Именно процессы в магнитосфере нейтронных звёзд ответственны за радиоизлучение пульсаров. С 1990-х годов некоторые нейтронные звёзды стали причислять к магнетарам — звёздам с магнитным полем порядка 1014 Гс и выше.
При напряжённости магнитного поля выше «критического» значения 4,414⋅1013 Гс, при котором энергия взаимодействия магнитного момента электрона с магнитным полем превышает его энергию покоя mec2, становятся существенны специфические релятивистские эффекты, поляризация физического вакуума и т. д.
К 2022 году открыто более 3200 нейтронных звёзд. Порядка 90 % из них — одиночные звёзды, остальные входят в кратные звёздные системы.
Всего же в нашей Галактике, по оценкам, могут находиться 108—109 нейтронных звёзд, приблизительно одна нейтронная звезда на тысячу обычных звёзд.
Для нейтронных звёзд характерна высокая скорость собственного движения (как правило, сотни км/с). В результате аккреции на поверхность нейтронной звезды межзвёздного газа нейтронная звезда может быть наблюдаема с Земли в разных спектральных диапазонах, включая оптический, на который приходится около 0,003 % всей излучаемой звездой энергии (соответствует 10 абсолютной звёздной величине).

## Строение

Внутреннее строение нейтронной звезды. Плотность вещества в слоях указана в единицах ядерной плотности (~2,8)

Внутреннее строение нейтронной звезды. Плотность вещества в слоях указана в г/см^{3}

В нейтронной звезде можно условно выделить пять слоёв: атмосфера, внешняя кора, внутренняя кора, внешнее ядро и внутреннее ядро.
Атмосфера нейтронной звезды — очень тонкий слой плазмы (от десятков сантиметров у горячих звёзд, до миллиметров у холодных), в ней формируется тепловое излучение нейтронной звезды.
Внешняя кора состоит из ядер и электронов, её толщина достигает нескольких сотен метров. В тонком (не более нескольких метров) приповерхностном слое горячей внешней коры нейтронной звезды электронный газ находится в невырожденном состоянии, в более глубоких слоях электронный газ вырожденный, с увеличением глубины его вырождение становится релятивистским и ультрарелятивистским.
Внутренняя кора состоит из электронов, свободных нейтронов и атомных ядер с избытком нейтронов. С ростом глубины доля свободных нейтронов увеличивается, а доля атомных ядер уменьшается. Толщина внутренней коры может достигать нескольких километров.
Внешнее ядро состоит из нейтронов с небольшой примесью (несколько процентов) протонов и электронов. У нейтронных звёзд с малой массой внешнее ядро может простираться до центра звезды.
У массивных нейтронных звёзд есть и внутреннее ядро. Его радиус может достигать нескольких километров, плотность в центре ядра может превышать плотность атомных ядер в 10—15 раз. Состав и уравнение состояния вещества внутреннего ядра достоверно неизвестны. Существует несколько гипотез, три наиболее вероятные из которых — 1) кварковое ядро, в котором нейтроны распадаются на составляющие их верхние и нижние кварки; 2) гиперонное ядро из барионов, включающих в себя странные кварки; и 3) каонное ядро, состоящее из двухкварковых мезонов, включающих в себя странные (анти)кварки. Однако в настоящее время невозможно подтвердить или опровергнуть ни одну из этих гипотез.

## Остывание нейтронных звёзд
В момент рождения нейтронной звезды в результате вспышки сверхновой её температура очень высока — порядка 1011 K (то есть на 4 порядка выше температуры в центре Солнца), но она очень быстро падает за счёт нейтринного охлаждения. Всего за несколько минут температура падает с 1011 до 109 K, за месяц — до 108 K. Затем нейтринная светимость резко снижается (она очень сильно зависит от температуры), и охлаждение происходит гораздо медленнее за счёт фотонного (теплового) излучения поверхности. Температура поверхности известных нейтронных звёзд, у которых её удалось измерить, составляет порядка 105—106 K (хотя ядро, видимо, гораздо горячее).
До полного остывания нейтронных звёзд потребуется от 1016 до 1022 лет.

## История открытия

Гравитационное отклонение света в поле гравитации нейтронной звезды. Из-за гравитационного отклонения света видно более половины поверхности.

Нейтронные звёзды — один из немногих классов космических объектов, которые были теоретически предсказаны до открытия наблюдателями.
Впервые мысль о существовании звёзд с увеличенной плотностью ещё до открытия нейтрона, сделанного Чедвиком в начале февраля 1932 года, высказал известный советский учёный Лев Ландау. Так, в своей статье «К теории звёзд», написанной в феврале 1931 года, но по неизвестным причинам запоздало опубликованной только 29 февраля 1932 года — более чем через год, он пишет: «Мы ожидаем, что всё это [нарушение законов квантовой механики] должно проявляться, когда плотность материи станет столь большой, что атомные ядра придут в тесный контакт, образовав одно гигантское ядро».
В декабре 1933 года на съезде Американского физического общества (15—16 декабря 1933 года) астрономы Вальтер Бааде и Фриц Цвикки сделали первое строгое предсказание существования нейтронных звёзд. В частности, они обоснованно предположили, что нейтронная звезда может образоваться в результате взрыва сверхновой. Теоретические расчёты показали, что излучение нейтронной звезды в оптическом диапазоне слишком слабое, чтобы её можно было обнаружить при помощи оптических астрономических инструментов того времени.
Интерес к нейтронным звёздам усилился в 1960-х годах, когда начала развиваться рентгеновская астрономия, так как теория предсказывала, что максимум их теплового излучения приходится на область мягкого рентгена. Однако неожиданно они были открыты в радионаблюдениях. В 1967 году Джоселин Белл, аспирантка Э. Хьюиша, открыла объекты, излучающие регулярные радиоимпульсы. В феврале 1968 года это открытие было опубликовано. Вскоре эти объекты получили название пульсаров. Уже в мае 1968 года Т. Голд объяснил их пульсирующее излучение узкой направленностью радиолуча от быстро вращающегося космического объекта — своеобразный «космический радиомаяк». Обычная звезда разрушилась бы от центробежных сил при столь высокой скорости вращения, поэтому Т. Голд заключил, что пульсары — это нейтронные звёзды. Пульсар PSR B1919+21 считается первой открытой нейтронной звездой.
В том же 1967 году, ещё до открытия пульсаров, проанализировав наблюдения источника излучения Скорпион X-1 в оптическом и рентгеновском диапазонах, И. С. Шкловский сделал правильный вывод, что излучение порождается аккрецией на нейтронную звезду. Однако это открытие не стало общепризнанным в то время, а было подтверждено лишь 10 лет спустя.

## Классификация нейтронных звёзд
Взаимодействие нейтронной звезды с окружающим веществом определяют два основных параметра и, как следствие, их наблюдаемые проявления: период (скорость) вращения и величина магнитного поля. Со временем звезда расходует свою вращательную энергию, и её вращение замедляется. Магнитное поле также ослабевает. По этой причине нейтронная звезда за время своей жизни может менять свой тип. Ниже представлена номенклатура нейтронных звёзд в порядке убывания скорости вращения, согласно монографии В. М. Липунова. Поскольку теория магнитосфер пульсаров всё ещё в состоянии развития, существуют альтернативные теоретические модели (см. недавний обзор и ссылки там).

### Эжектор (радиопульсар)
Сильные магнитные поля и малый период вращения. В простейшей модели магнитосферы магнитное поле вращается твердотельно, то есть с той же угловой скоростью, что и тело нейтронной звезды. На определённом радиусе {\displaystyle R_{\text{L}}=c/\omega } линейная скорость вращения поля приближается к скорости света. Этот радиус называется «радиусом светового цилиндра». За этим радиусом обычное дипольное магнитное поле существовать не может, поэтому линии напряжённости поля в этом месте обрываются. Заряженные частицы, двигающиеся вдоль силовых линий магнитного поля, через такие обрывы могут покидать нейтронную звезду и улетать в межзвёздное пространство. Нейтронная звезда данного типа «эжектирует» (от англ. eject — извергать, выталкивать) релятивистские заряженные частицы, которые излучают в радиодиапазоне. Эжекторы наблюдаются как радиопульсары.

### «Пропеллер»
Скорость вращения уже недостаточна для эжекции частиц, поэтому такая звезда не может быть радиопульсаром. Однако скорость вращения всё ещё велика, и захваченное магнитным полем окружающее нейтронную звезду вещество не может упасть на поверхность, то есть аккреция вещества не происходит. Нейтронные звёзды данного типа практически не наблюдаемы и изучены плохо.

### Аккретор (рентгеновский пульсар)
Скорость вращения снижается настолько, что веществу теперь ничего не препятствует падать на такую нейтронную звезду. Падая, вещество, уже будучи в состоянии плазмы, движется по линиям магнитного поля и ударяется о поверхность тела нейтронной звезды в районе её полюсов, разогреваясь при этом до десятков миллионов кельвинов. Вещество, нагретое до столь высоких температур, ярко светится в мягком рентгеновском диапазоне. Размер области, в которой происходит столкновение падающего вещества с поверхностью тела нейтронной звезды, очень мал — всего около 100 метров. Это горячее пятно из-за вращения звезды периодически затмевается телом звезды, поэтому наблюдаются регулярные пульсации рентген-излучения. Такие объекты и называются рентгеновскими пульсарами.

### Георотатор
Скорость вращения таких нейтронных звёзд мала и не препятствует аккреции. Но размеры магнитосферы таковы, что плазма останавливается магнитным полем раньше, чем она будет захвачена гравитацией. Подобный механизм работает в магнитосфере Земли, из-за чего данный тип нейтронных звёзд и получил своё название.

### Эргозвезда
Теоретически возможная устойчивая разновидность нейтронной звезды, имеющая эргосферу. Вероятно, эргозвезды возникают в процессе слияния нейтронных звёзд.